# Thomas Alan Shippey

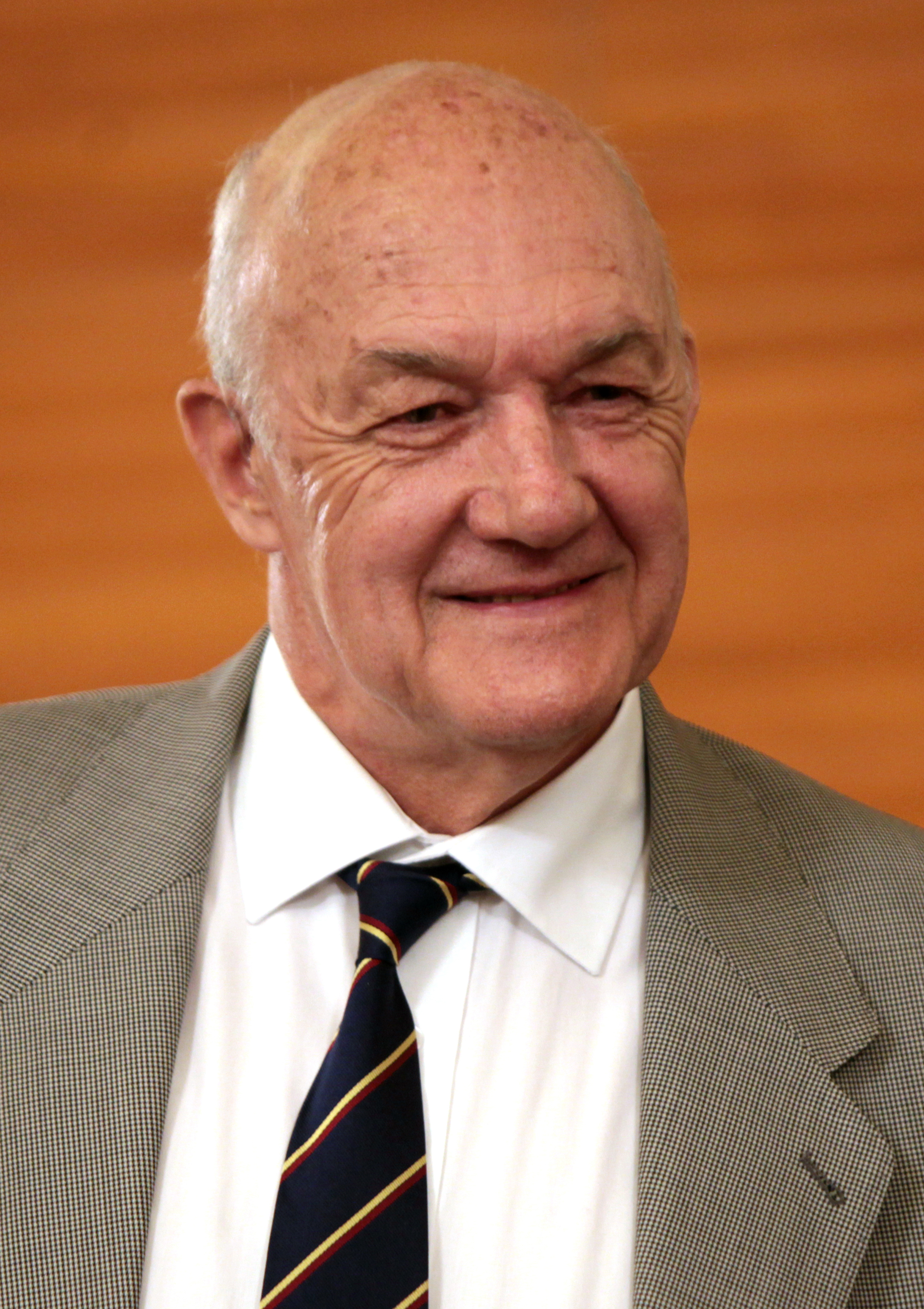
Thomas Alan Shippey, 2015

Thomas Alan „Tom“ Shippey, Pseudonyme Tom Allen und John Holm (* 9. September 1943 in Kalkutta, Britisch-Indien), ist ein britischer anglistischer und skandinavistischer Mediävist. Shippey ist emeritierter Professor für altenglische Sprache und Literatur des English Department der Saint Louis University.

## Leben
Neben Werken zur Lehre und Forschung der Altenglischen Literatur, publizierte Shippey insbesondere zum Werk J. R. R. Tolkiens sowie zu moderner Fantasy und Science-Fiction. Er wird weithin als einer der führenden Tolkienforscher betrachtet.
Shippeys Leben und Werk kreuzt sich häufig mit dem von Tolkien; wie dieser ging er auf die King Edward’s School in Birmingham und lehrte Altenglische Sprache an der Universität Oxford. Er hatte auch Tolkiens ehemaligen Lehrstuhl an der Universität Leeds inne.
Unter dem Pseudonym „Tom Allen“ schrieb er zwei Geschichten, die in Anthologien von Peter Weston veröffentlicht wurden. Zuerst wurde die Fantasy-Erzählung King, Dragon in Andromeda 2 im Jahr 1977 publiziert; danach 1978 die Science-Fiction-Novelle Not Absolute in Andromeda 3.
Unter dem Pseudonym „John Holm“ ist er zudem Coautor (zusammen mit Harry Harrison) der The Hammer and the Cross Trilogie von Romanen einer alternativen Weltgeschichte des Mittelalters.
2000 erhielt er den World Fantasy Award für J.R.R. Tolkien: Author of the Century.
2009 schrieb er eine 21-seitige wissenschaftliche Einleitung zu Flights of Eagles, einer Sammlung von Werken James Blishs.
Zusätzlich zu seinen selbstverfassten Büchern gab er zudem The Oxford Book of Science Fiction Stories und The Oxford Book of Fantasy Stories heraus. 2003 war er der Herausgeber des Journals Studies in Medievalism. Er ist auch Redaktionsmitglied bei Tolkien Studies: An Annual Scholarly Review.

## Bücher
- Old English Verse. Hutchinson’s, London: 1972.
- Poems of Wisdom and Learning in Old English. D.S. Brewer, Ltd., Cambridge 1976; 2. Aufl., 1977.
- Beowulf. in der Reihe: Arnold’s Studies in English Literature. London 1978.
- The Road to Middle-earth. Allen & Unwin, London 1982 (Houghton Mifflin, Boston 1983); 2. Aufl. (Harper Collins, London 1993), außerdem revidierte und erweiterte Ausgabe (Houghton Mifflin, Boston 2003); deutsch Der Weg nach Mittelerde, aus dem Englischen von Helmut W. Pesch. Klett-Cotta, Stuttgart 2008, ISBN 978-3-608-93601-8.
- J. R. R. Tolkien: Author of the Century. Harper Collins, London: 2000 (Houghton Mifflin, Boston 2001); deutsch J. R. R. Tolkien. Autor des Jahrhunderts. aus dem Englischen von Wolfgang Krege. Klett-Cotta, Stuttgart 2002, ISBN 3-608-93432-4.
- Roots and Branches: Selected Papers on Tolkien (= Cormarë-Reihe 11). Walking Tree Publishers, Zürich und Bern 2007, ISBN 978-3-905703-05-4.